# Sporobolus pyramidalis
Sporobolus pyramidalis là một loài thực vật có hoa trong họ Hòa thảo. Loài này được P.Beauv. miêu tả khoa học đầu tiên năm 1816.